# Horace Dodge
Pour les articles homonymes, voir Dodge (homonymie).
Horace Elgin Dodge (17 mai 1868 – 10 décembre 1920) est un pionnier de l'industrie automobile américaine et cofondateur avec son frère John Francis Dodge (1864-1920) du constructeur Dodge. Les frères Dodge ont commencé par fabriquer des moteurs marins dans les années 1880. Ils produisent ensuite des vélos, avant de devenir l’un des principaux fournisseurs d’Henry Ford.

## Biographie
Commençant leur carrière professionnelle à la Murphy Engine Company (un fabricant de moteurs marins), en 1886, les frères John et Horace Dodge font ensuite fortune dans la production de bicyclettes. À l'aube du XXe siècle, ils investissent tout leur capital dans la construction d'un vaste atelier de mécanique à Détroit (Michigan). Rapidement, ils deviennent les principaux fournisseurs d'un certain Henry Ford, et leurs affaires prospèrent aussi vite que celles de ce dernier. Cessant leur coopération avec l'irascible Henry, forts de leur excellente réputation de motoristes, ils fondent leur propre marque en 1914. Les commandes affluent et leur première voiture se pose pendant un temps en véritable rivale de la Ford T. En 1920, alors que la production dépasse pour la première fois les 100 000 exemplaires annuels, tout bascule.
Victime de la grippe espagnole, John, terrassé par une pneumonie, décède le 14 janvier, tandis que Horace, inconsolable et dépressif, meurt à son tour le 10 décembre, également victime de l'épidémie. Le troisième constructeur américain de l'époque passe alors sous le contrôle d'un groupe bancaire, en 1925, avant d'être racheté trois ans plus tard par Walter Chrysler. Intégré au groupe, Dodge aura pour vocation de présenter une image jeune et sportive, un créneau qui lui réussira particulièrement, car Dodge sera la division qui fera les plus grosses parts de vente sur le marché américain. 
Il a fait construire le yacht Delphine.